# 루 크리스티
루 크리스티(Lou Christie, 원명(原名)은 루지 앨프리도 조배니 새코(Lugee Alfredo Giovanni Sacco)이며 이후 루이지 앨프리도 조배니 새코(Luigi Alfredo Giovanni Sacco)로 개명(改名)하였고 나중에 루 크리스티(Lou Christie)로 다시 개명(改名), 1943년 2월 19일 ~ 2025년 6월 18일)는 미국의 남성 싱어송라이터이다. 즉, 이탈리아계와 폴란드계 미국인이다.(정확한 혈통은 이탈리아계 미국인에 더 가깝다.)

## 생애
미국 펜실베이니아주 앨러게니 카운티 크레센트 타운십에서 이탈리아계 아버지와 폴란드계 어머니 사이에서 출생하였으며 미국 펜실베이니아주 필라델피아와 미국 펜실베이니아주 피츠버그에서 성장하였고 1963년 가수 첫 데뷔하여 2025년 6월 18일 향년 82세에 암으로 세상을 떠날 때까지 계속 활동하였다.

## 유명세
그는 일반적으로 대한민국에서는 《Saddle the wind》라는 노래의 오리지널 원곡 가수로 널리 잘 알려져 있으며 아울러 그는 일반적으로 대한민국에서는 미국 여성 영화배우 겸 가수 지네트 맥도널드의 오리지널 원곡을 리메이크한 《Beyond the blue horizon》이라는 노래를 불러 대중적 히트한 가수로도 널리 잘 알려져 있다.